# Siemens Avenio

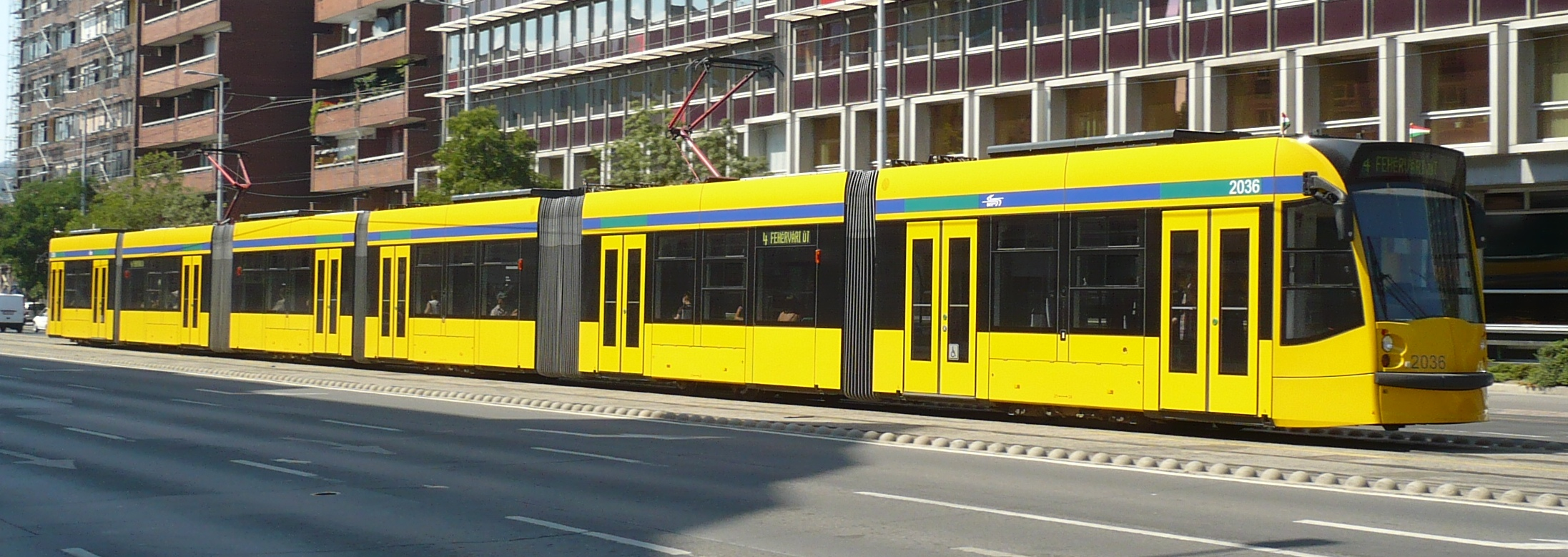
«Combino Supra» 2036 у Будапешті

Siemens Avenio — серія низькопідлогових трамваїв виробництва Siemens Mobility, дочірньої компанії німецького конгломерату Siemens. 

Є продовженням серії Combino. 
Перше покоління продавалося як Combino Supra, Combino MkII або Combino Plus. 
З появою другого покоління в 2009 році бренд «Combino» був припинений, «Siemens» назвав трамваї Combino Plus в Алмаді (Португалія) і Будапешті (Угорщина) як складову лінійки «Avenio». 

«Avenio» виготовлений з нержавіючої сталі замість легких матеріалів і виготовляється на новій складальній лінії у Відні. 
Як і «Combino», використовує модульну конструкцію зі стандартизованими компонентами, що призводить до зниження витрат.

## Відмінності між оригінальним «Combino» та «Combino Supra»
На відміну від «Combino», «Combino Supra» розроблено з фіксованими секціями по 9 м. 
Кожна секція має візок з приводом або без живлення. 
Довжина може бути від 2 секцій (18 м) до 8 (72 м). 
У Будапешті та Алмаді модулі розміщені в двовагонних блоках, кожен з яких з’єднаний подвійним шарнірним з’єднанням. 
У «Combino» та інших зчленованих низькопідлогових трамваях модулі підвішені між візками. 
«Siemens» стверджує, що навантаження на вісь становить 10 тонн при ширині 2,65 м. 

Для Будапешта довжина зросла з 9 модулів «Combino» до 6 для «Combino Supra».

У «Combino» були двері половинної ширини біля кабіни водія, тоді як у «Combino Supra» — повні двостулкові двері.

## «Combino Plus»

### Будапешт
Будапештська міська транспортна компанія замовила 40 одиниць «Combino Supra Budapest NF 12B» для трамвайної мережі міста. 
Шестимодульні трамваї (три одиниці по дві секції) мають довжину 53,99 м, що перевищує лише 59,4 м CarGoTram у Дрездені, що робить їх найдовшими пасажирськими трамваями у світі на момент їх впровадження. 
(В 2016 році у Будапешті введено в експлуатацію трамваї CAF Urbos 3 довжиною 56 м.) 
Перші дві одиниці були доставлені 14 березня 2006 року, а решта – до літа 2007 року.

## Технічний опис
«Avenio» є подальшим розвитком серії «Combino». 
Транспортні засоби більше не мають плаваючих центральних секцій, як багаточленні універсали «Combino», а є короткими зчленованими вагонами з шасі під кожним модулем. 
Корпус вагону замість алюмінію виготовлений з нержавіючої сталі.
Транспортні засоби серії «Combino Plus» будапештського трамвая та Metro Transportes do Sul (Алмада, Португалія) вже відповідають концепції «Avenio». 
Провівши серію випробувань у Будапешті, «Siemens» довів, що тамтешні поїзди значно зменшують знос рейок. 
Зокрема, підвіска плаваючих центральних секцій багаточленних вагонів є конструктивною проблемою, яка негативно впливає на ходові характеристики та зайве напружує конструкцію кузова вагона.

З 2014 року «Siemens» продає свої багаточленні трамваї, що мали подальший розвиток від «Combino Classic», під типовим позначенням Avenio M. 

Їх варто відрізняти від короткозчленованих трамваїв «Avenio» (без M ) щодо основної технічної концепції.

## Історія
«Siemens Combino» мав поломки у декількох містах через дизайнерську помилку, в результаті чого транспортні засоби довелося частково перебудовувати. 
Для Siemens це означало не тільки фінансові втрати, але, перш за все, високу втрату іміджу, яку новий дизайн має надолужити, серед іншого, новою назвою «Avenio».
Коли «Avenio» був представлений в 2009 році, було оголошено, що він, ймовірно, буде створений вперше як восьмисегментний вагон довжиною 72 метри для Тель-Авіва. 

Проте розпорядження ще не було видано, оскільки консорціум з будівництва трамваю знову втратив ліцензію. 

Перше замовлення на «Avenio» надійшло з Гааги. 
У листопаді 2011 року було оголошено, що HTM Personenvervoer, оператор Гаазького трамваю, замовив 40 чотирисекційних «Avenios». 
Вагони мають довжину 35 м і ширину 2,55 м та 70 місць для сидіння і 168 місць щоб стояти. 

Вартість замовлення перевищує 100 мільйонів євро, включаючи навчання водіїв і запасні частини. 
Можливе додаткове замовлення ще 40 вагонів. 
Вагони були виготовлені на заводі Siemens у Відні-Зіммерінг, шасі виготовлено в Граці. 

Останній із 60 трамваїв був доставлений у квітні 2016 року.
У липні 2012 року Фонд Катару замовив трамвайну мережу «під ключ». 

У столиці Катару, Досі, з осені 2015 року планувалося, що 19 трамваїв «Avenio» працюватимуть повністю без контактної мережі, при цьому транспортні засоби заряджатимуть комбінацію конденсаторів та акумуляторів на зупинках.
Мюнхенська транспортна компанія (MVG) у вересні 2012 року замовила вісім вагонів для Мюнхенського трамваю. 

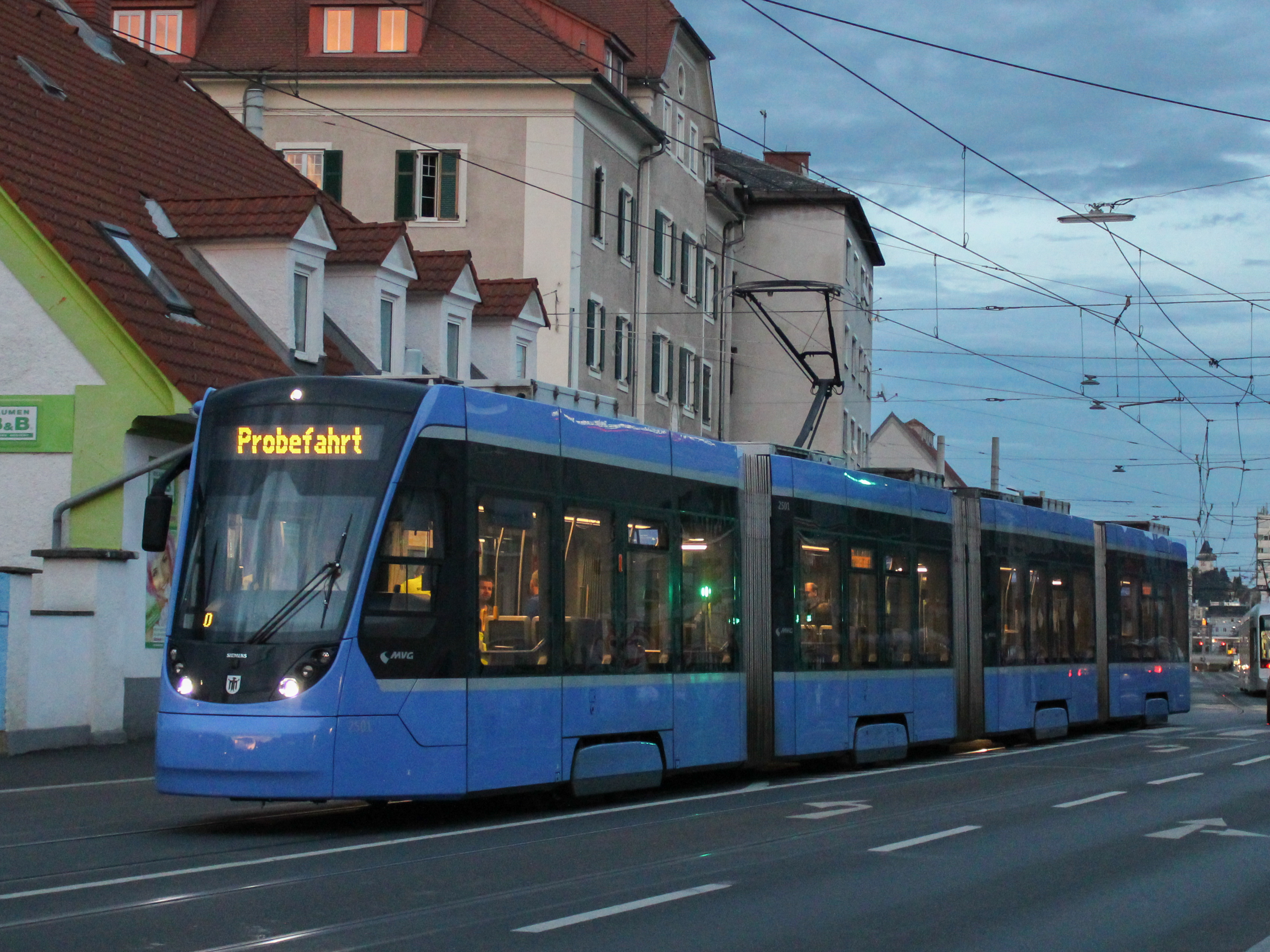
«Avenio» 2501 у Граці.

У ніч з 28 на 29 жовтня 2013 року в депо MVG на Ейнштейнштрассе було доставлено перший вагон. 
До кінця 2013 року поставку перших шести вагонів було завершено, як і було заплановано. 

Ще два вагони було поставлено навесні 2014 року. 
З 17 вересня 2014 року трамваї обслуговують маршрут 19. 
У Мюнхені трамваї мають назву серія Т.

У червні 2017 року Bremer Strassenbahn AG вирішила закупити 77 чотирисекційні вагони, довжиною 37 м і шириною 2,65 м, а також узгодити варіанти для 7 додаткових вагонів. 

Ці автомобілі мають по суті замінити низькопідлоги GTxN/M/S з 2019 року. 
У січні 2018 року було замовлено ще 10 вагонів.
4 липня 2019 року MVG замовила 73 чотирисекційні вагони, що мають поставку з 2021 року. 

15 листопада 2019 року «Siemens» оголосив, що 12 вагонів будуть доставлені Verkehrs-Aktiengesellschaft Nürnberg. 
Також було узгоджено замовлення на 75 додаткових вагони. 

### Грац

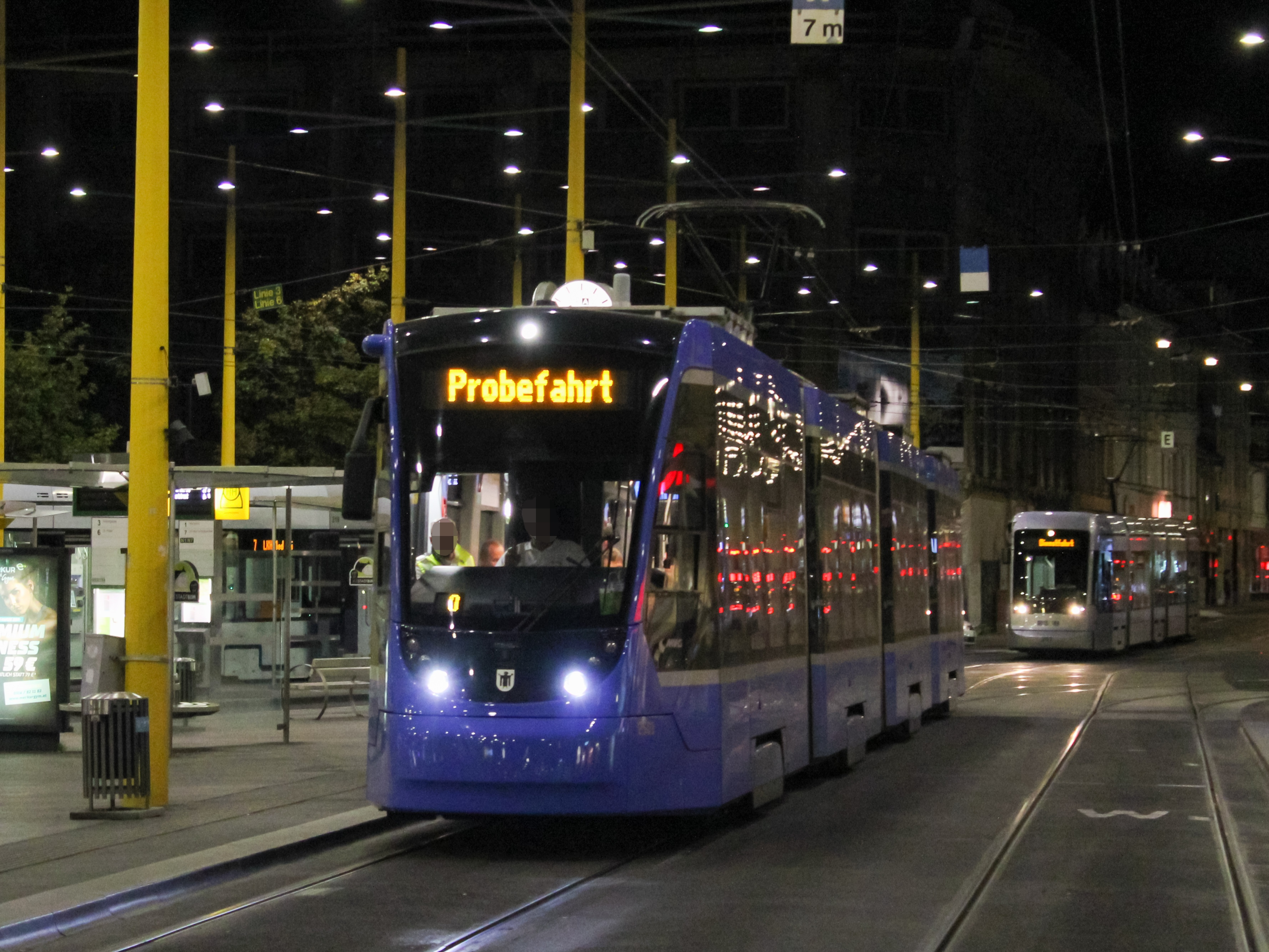
«Avenio» у Граці

12 серпня 2020 — 24 серпня 2020 року у Граці проходили випробування «Avenio» 2501 MVG.

### Avenio HF
13 жовтня 2020 року Rheinbahn і Duisburger Verkehrsgesellschaft замовили 109 високопідлогових вагонів «Avenio HF» з можливістю дозамовлення 48 вагонів. 
Постачу вагонів планують з 2025 року. 